# Alec Sokolow
Alec Sokolow (Nova Iorque, 9 de junho de 1965) é um roteirista norte-americano que já trabalhou em projetos como os filmes Cheaper by the Dozen, Toy Story, Money Talks, e Garfield: The Movie. Ele é colaborador frequente de Joel Cohen.

## Vida e carreira
Sokolow nasceu em 1963, na cidade de Nova Iorque. Frequentou a Universidade da Pensilvânia pela qual obteve, em 1995, um bacharelado em comunicações. Também fez parte da equipe principal de squash da universidade. Seu primeiro trabalho como escritor profissional foi como colaborador da revista humorística National Lampoon, tornando-se mais tarde roteirista e produtor de alguns segmentos dos talk shows The Late Show (1987), The Wilton North Report (1988) e The Arsenio Hall Show (1988-89).
Ele é autor ou co-autor de 47 roteiros, incluindo Toy Story, Cheaper by the Dozen Garfield: The Movie, Money Talks e Goodbye Lover, além de cinco roteiros para a televisão, uma peça musical (Monkey Love), um livro infantil (The Outcastics) e um musical de baixo orçamento (Frankenstein Sings!). Além de escrever, Sokolow e seu colaborador frequente Joel Cohen dirigiram em 1995 o longa-metragem Monster Mash: The Movie e em 2008 foram produtores executivos de Gnomes and Trolls: The Secret Chamber.
Junto com o diretor Joss Whedon, Andrew Stanton, John Lasseter, Pete Docter, Joe Ranft e Cohen, Sokolow foi indicado em 1995 ao Oscar de melhor roteiro original por seu trabalho em Toy Story.

## Créditos selecionados como roteirista

### Filmes
- NBA All-Star Stay in School Jam (1992)
- Monster Mash: The Movie (1995)
- Toy Story (1995)
- Money Talks (1997)
- Goodbye Lover (1998)
- Cheaper by the Dozen (2003)
- Garfield: The Movie (2004)
- Garfield: A Tail of Two Kitties (2006)
- Evan Almighty (2007)
- Daddy Day Camp (2007)
- Gnomes and Trolls: The Secret Chamber (2008)
- The Last Godfather (2010)
- Shooting an Elephant (2015)
- I am Jane Doe (2017)
- I Am Little Red (2017)

### Jogos eletrônicos
- Skylanders: Spyro's Adventure (2011)